# Мелісса Джефферсон
Мелісса Джефферсон (англ. Melissa Jefferson; нар. 21 лютого 2001) — американська легкоатлетка, яка спеціалізується у бігу на короткі дистанції.

## Спортивні досягнення
Олімпійська чемпіонка з естафетного бігу 4×100 метрів (2024).
Бронзова олімпійська призерка з бігу на 100 метрів (2024).
Дворазова чемпіонка світу з естафетного бігу 4×100 метрів (2022, 2023).
Фіналістка (8-е місце) змагань з бігу на 100 метрів на чемпіонаті світу (2022).
Чемпіонка США з бігу на 100 метрів (2022).
Чемпіонка США в приміщенні з бігу на 60 метрів (2022).